# Черноок, Павел Леонидович
Павел Леонидович Черноок (бел. Павел Леанідавіч Чарнаок; 28 сентября 1986, Новополоцк, БССР, СССР) — белорусский хоккеист, защитник. Воспитанник новополоцкого хоккея. В настоящее время свободный агент.

## Карьера
Павел Черноок начал свою карьеру в качестве хоккеиста в третьей по силе лиги чемпионата России, где он играл с 2002 по 2004 года за МГУ Москва и «ЦСКА-2». С 2004 по 2008 года играл за «Химик-СКА» из своего родного города. С 2008 по 2010 он играл за «Керамин» из Минска. С 2010-го по 2012 год играл за «Шахтер». С 2012 года выступает за клуб КХЛ минское «Динамо».